# Paul H. Nitze
Paul Henry Nitze, född 16 januari 1907 i Amherst i Massachusetts, död 19 oktober 2004 i Washington, D.C., var en amerikansk investmentbankir och ämbetsman.
Nitze var chef för Policy Planning Staff på USA:s utrikesdepartement från 1950 till 1953 och huvudförfattare till NSC 68 som utgjorde en central del av USA:s förhållande till Sovjetunionen under det kalla kriget fram till dess fall 1991. Nitze var även marinminister och biträdande försvarsminister i Lyndon B. Johnsons administration.

## Biografi
Nitze var son till en professor i romanska språk och båda föräldrarna var av tysk härkomst. Nitze avlade bachelorexamen 1928 från Harvard University och började därefter arbeta för börsmäklarfirman Bacon, Whipple and Company i Chicago som skickade honom på uppdrag i Europa. Under 1929 började Nitze att arbeta för investmentbanken Dillon, Read & Co. inom vilken han skulle avancera fram till 1941. Han gifte sig 1932 med Phyllis Pratt som var ättling till en av Standard Oils medgrundare. Han övertalades av Wall Street kollegan James Forrestal att under andra världskriget arbeta för USA:s federala statsmakt.
Under kriget kom han att arbeta för Office of the Coordinator of Inter-American Affairs (under Nelson Rockefeller, Board of Economic Warfare samt Foreign Economic Administration later that year. Från 1944 till 1946 så arbetade han för Strategic Bombing Survey som utvärderade bombningar mot axelmakterna. Under ett besök i Japan slogs Nitze av förödelsen som de två atombomberna orsakade, vilket övertygande honom om vikten av internationella avtal om vapenkontroll. 1943 var han tillsammans med Christian Herter medgrundare till School of Advanced International Studies (SAIS) vid Johns Hopkins University, en institution som 1989 officiellt antog namnet Paul H. Nitze School of Advanced International Studies.
Nitze var chef för Policy Planning Staff på USA:s utrikesdepartement från 1950 till 1953 och huvudförfattare till NSC 68. Under Eisenhowers tid som president kom Nitze huvudsakligen att arbeta på SAIS. USA:s president John F. Kennedy utsåg Nitze 1961 till enhetschef i försvarsdepartementet för internationella säkerhetsfrågor (engelska: Assistant Secretary of Defense for International Security Affairs) och kom då att arbeta direkt för USA:s försvarsminister Robert McNamara. 1963 utsågs Nitze till en annan befattning i Pentagon, USA:s marinminister och formellt chefskap över USA:s flotta och USA:s marinkår. 1967 befordrades han till den näst högsta posten i försvarsdepartementet, biträdande försvarsminister och innehade den posten fram till Richard Nixons tillträde som president.
Under 1970-talet och framåt var Nitze involverad med tankesmedjan Team B som ifrågasatte National Intelligence Estimtates från CIA. Han var även delegat vid den första av Strategic Arms Limitation Talks. President Ronald Reagan tilldelade Nitze presidentens frihetsmedalj 7 november 1985.
En jagare i Arleigh Burke-klassen är uppkallad efter honom, USS Nitze (DDG-94). Nitze besökte "sitt" fartyg då det bygges flera gånger innan sin död.